# Giusi Marchetta
Giusi Marchetta (Milano, 1982) è una scrittrice italiana.

## Biografia
Nata a Milano nel 1982, è cresciuta a Caserta, prima di trasferirsi a Napoli ed in seguito a Torino dove insegna. Laureata in Lettere Antiche, ha esordito nel 2008 con la raccolta di racconti Dai un bacio a chi vuoi tu vincendo il Premio Italo Calvino. 
Ha collaborato con la rivista online e cartacea La Ricerca, con la rivista digitale Doppiozero e con la rivista digitale e cartacea Il Libraio. Tiene inoltre corsi presso la Scuola Holden e per Zandegù. 
Dopo aver curato il saggio Tutte le ragazze avanti, ha fondato il Tavolo delle Ragazze, un'esperienza laboratoriale nata per ragionare di femminismo con le nuove generazioni, in particolare con ragazze che frequentano le scuole superiori e l'università. Grazie al lavoro del Tavolo Tutte le ragazze avanti è diventato un podcast. 
Assieme a Federico Batini è stata curatrice degli atti del primo convegno internazionale su "La lettura ad alta voce condivisa" tenutosi all'Università di Perugia. 
Dal 2023 Giusi Marchetta è tra i collaboratori tecnici del Salone internazionale del libro di Torino per l'area ragazzi e scuole ed è responsabile scientifica assieme a Simone Giusti del corso per docenti di Educazione alla lettura, organizzato sempre dal Salone. 

## Opere

### Romanzi
- L'iguana non vuole, Milano, Rizzoli, 2011 ISBN 978-88-17-05090-6
- Dove sei stata, Milano, Rizzoli, 2018 ISBN 978-88-17-09944-8

### Racconti
- Dai un bacio a chi vuoi tu, Milano, Terre di mezzo, 2008 ISBN 978-88-6189-033-6
- Napoli ore 11, Milano, Terre di mezzo, 2009 ISBN 978-88-6189-089-3
- L'Ottanta su Nazione indiana
- Quella è la porta, Orbetello, Effequ, 2024 ISBN 9791281639034

### Saggi
- Lettori si cresce, Torino, Einaudi, 2015 ISBN 978-88-06-21439-5

- Tutte le ragazze avanti, Torino, Add, 2018 ISBN 978-88-6783-214-9 (curatela)
- Principesse, eroine del passato, femministe di oggi, Torino, Add, 2023 ISBN 978-88-6783-398-6

### Antologie e Atti di convegno
- Scrittori fantasma: Bartleby, D. B. Caulfield e gli altri interpretati da sei narratori italiani di AA. VV., Roma, Elliot, 2013 ISBN 978-88-6192-347-8
- Alla scoperta dei classici (curatela: fa parte di Mappe e tesori di Alice Assandri, Pino Assandri, Elena Mutti) Bologna, Zanichelli, 2019  ISBN 978-88-08-52065-4
- La lettura ad alta voce condivisa : atti del primo Convegno scientifico internazionale: Perugia, 1-2 dicembre 2022 (curatela con Federico Batini), Lecce, Pensa multimedia, 2023 ISBN 9791255680666